# Округ Вашингтон (Колорадо)
Вашингтон (енгл. Washington County) је округ у америчкој савезној држави Колорадо. По попису из 2010. године број становника је 4.814. Седиште округа је град Акрон.

## Демографија
Према попису становништва из 2010. у округу је живело 4.814 становника, што је 112 (2,3%) становника мање него 2000. године.
| Група             | 2000.         | 2010.         |
| Белци             | 4.568 (92,7%) | 4.306 (89,4%) |
| Афроамериканци    | 2 (0,0%)      | 30 (0,6%)     |
| Азијати           | 5 (0,1%)      | 11 (0,2%)     |
| Хиспаноамериканци | 310 (6,3%)    | 407 (8,5%)    |
| Укупно            | 4.926         | 4.814         |